# Acantholeria dentitibia
Acantholeria dentitibia är en tvåvingeart som först beskrevs av Oldenberg 1916.  Acantholeria dentitibia ingår i släktet Acantholeria och familjen myllflugor. Inga underarter finns listade i Catalogue of Life.